# A Mighty Wind
A Mighty Wind är en mockumentärfilm från 2003, skriven av Christopher Guest och Eugene Levy och regisserad av Christopher Guest. 
När en av de mest inflytelserika personerna inom folkmusiken, Irving Steinbloom, dör, vill hans son Jonathan hedra hans minne. Han försöker därför samordna en konsert och återförena tre av de mest kända folkmusikbanden från 1960-talet, "The Folksmen", "The (New) Main Street Singers" och "Mitch & Mickey", samtliga i vilka Irving Steinbloom var involverad i. 